# دنیل بیرلیگه
دنیل بیرلیگه (انگلیسی: Daniel Bîrligea؛ زادهٔ ۱۹ آوریل ۲۰۰۰) بازیکن فوتبال اهل رومانی است.
از باشگاه‌هایی که در آن بازی کرده‌است می‌توان به باشگاه فوتبال سی‌اف‌آر کلوژ اشاره کرد.
وی همچنین در تیم‌های ملی فوتبال زیر ۲۱ سال رومانی و رومانی بازی کرده‌است.